# Кваку Дуа I
Кваку Дуа I (бл. 1797 — 27 квітня 1867) — 9-й асантейн (володар) імперії Ашанті у 1834—1867 роках. Повне ім'я Каку Дуа Пан'їн.

## Життєпис
Походив з правлячої династії Ойоко Абусуа. Син Боак'є Ям Кумаа і Амми Севаа. Народився близько 1797 року, отримавши ім'я Фредуа Аг'єман. Замолоду виявив військовий хист. Відзначився під час придушення повстання народу аброн у 1818—1819 роках. 1826 року звитяжив у битві біля Додови, де ашантійці зазнали поразки від британців.
1834 року після смерті асантейна Осей Яв Акото обирається новим володарем держави. Намагався використати протиріччя між Нідерландами і Великою Британією для захисту своїх володінь. 18 березня 1837 року Кваку Дуа I підписав угоду з королем Віллемом I про надання 1 тис. ашантійських вояків на 1 рік служби в Королівської голландської ост-індської армії. Натомість асантейн мав отримати 2 тис. гвінтівок. З цією метою в столиці Ашанті — Кумасі — було відкрито спеціальну агенцію. Також Квасі Бочі відправив до м. Делф, де навчався у Королівській академії. Успішне виконання угоди перетворило найм ашанті на голландську службу на постійну справу. тепер це здійснювалося в Ельміні. Воякі-ашанті отримали прізвисько беланда-хітам (чорні голландці)
1840 року зазнав поразки від Гезо, ахосу дагомеї, який сплюндрував значну територіюю Ашанті. 1841 року виступив проти народів дагомба і гонджа, що стали незалежними за його попередника. Війна тривала до 1844 року, але без певного результату. Але до 1850 року ашанті зумів підкорити їх. 
1863 року підтримавши атаки ашанті на південні землі, що сходили до британської сфери впливу. Це погіршило стосунки з британською колонією Золотий берег. У відповідь тамтешній губернатор річард Пайн не видав асантейну ашантійця, що втік із з добутим злитком золота. У відповідь військо ашанті вдерлося на південь, сплюндрувавши околиці британських фортів Аккра і Кейп-Кост. Проте спалах дізентерії в військах Ашанті змусив Кваку Дуа I відступити. Так зщавершилася Друга анло-ашантійська війна.
Кваку Дуа I раптово помер 1867 року. Йоу спадкував Кофі Карікарі.